# Johann Wilhelm Reinhardt (Politiker)

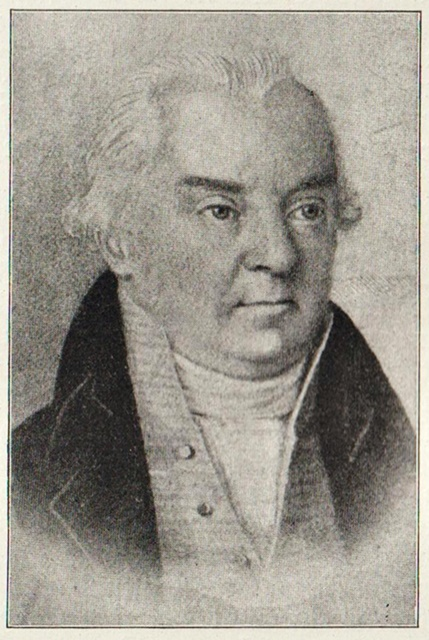
Johann Wilhelm Reinhardt

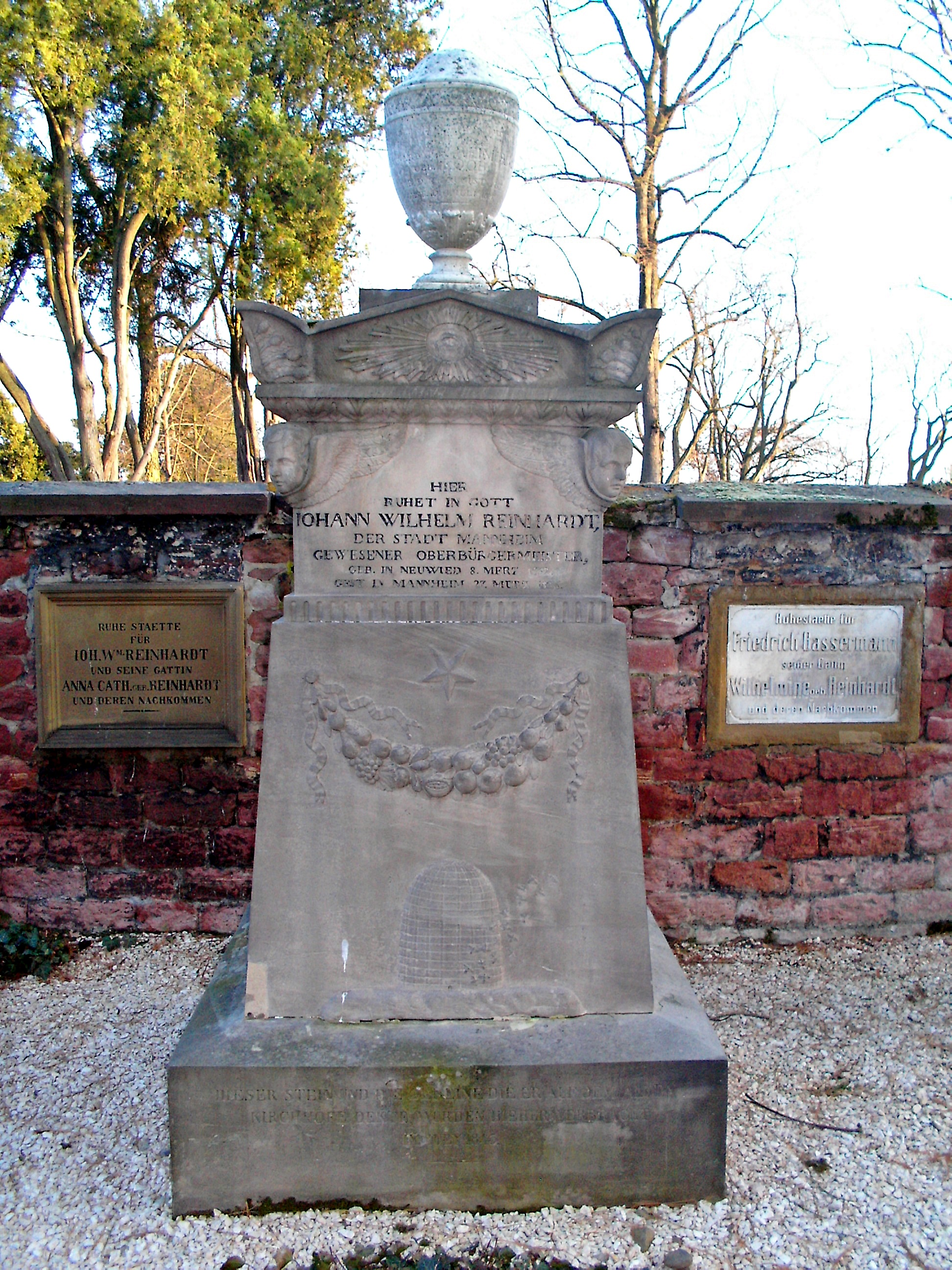
Reinhardts Grab, Hauptfriedhof Mannheim

Johann Wilhelm Reinhardt (* 8. März 1752 in Neuwied; † 27. März 1826 in Mannheim) war ein deutscher Bankier, Unternehmer und Politiker. Von 1810 bis 1820 war er Erster Bürgermeister von Mannheim.

## Leben
Reinhardt ging 1767 nach Mannheim und absolvierte eine Lehre in einem Tuchladen. 1781 machte er sich selbständig und handelte später auch mit Getreide, Tabak und Wein; zunächst in der Region und später auch international von Budapest und Königsberg bis in die Niederlande. Ab den 1790er Jahren war er ferner im Geldgeschäft mit dem Bankhaus Reinhardt tätig und wurde unter anderem Kreditgeber der Stadt Mannheim und des Großherzogtums Baden. Bei der Wahl zum Ersten Bürgermeister 1810 erhielt er die zweithöchste Stimmenzahl. Da der Gewinner auf das Amt verzichtete, wurde Reinhardt Erster Bürgermeister von Mannheim. In seine Amtszeit fielen die Kontinentalsperre Napoleons – Mannheim war zu dieser Zeit Grenzstadt zu Frankreich – und die Hungersnot 1816/17, die er in Mannheim mit Hilfe seines Unternehmens bzw. Bank mildern konnte. 1820 trat er von seinem Amt zurück.
Reinhardt heiratete am 19. August 1783 Barbara Koob (1753–1827) und hatte zwei Töchter. Die ältere Tochter Anna Katharina Reinhardt (* 16. Mai 1785 † 1852) heiratete am 6. November 1803 einen Vetter Reinhardts, der auch Johann Wilhelm Reinhardt (Bankier und Weinhändler) hieß (* 9. April 1777 in Neuwied). Dieser zog nach Mannheim und führte das Bankhaus Reinhardt weiter. Die jüngere Tochter Katharina Wilhelmine (* 12. Oktober 1787) heiratete Friedrich Ludwig Bassermann. Der Sohn Friedrich Daniel Bassermann wurde einer der populärsten Politiker Badens. Seine Enkelin Wilhelmine Reinhardt war mit Friedrich Reiß verheiratet. 
Die Stadt Mannheim pflegt sein Grab auf dem Hauptfriedhof Mannheim als Ehrengrab. Das repräsentative Sandsteingrabmal trägt einen Pyramidenstumpf als Sockel, darauf ein Schriftkubus und Giebelaufsatz mit Eckakroterien. Die Vase aus weißem Marmor war für die später verstorbene Gemahlin des Toten bestimmt. Auf der Vorderseite ist eine Fruchtgirlande abgebildet, darunter ein Bienenkorb mit Bienen. Außerdem findet man Symbole des Handelsgottes Merkur, einen Schiffsanker und an der Rückseite Palmwedel. Die Ecken des Quaders sind mit Engelsköpfen verziert, in den Giebeln das Auge Gottes, links ein Eichenkranz, rechts ein Sternenkranz. Die Eckakroterien enthalten Mohnkapseln.